# UEFA 유로 1968 선수 명단
다음은 UEFA 유로 1968에 참가한 선수 명단이다.